# Borgounito
Borgounito era il nome di un comune italiano, nella provincia di Bergamo, esistito dal 1928 al 1947.

## Storia
Il comune di Borgounito fu creato nel 1928 dalla fusione dei comuni di Berzo San Fermo, Borgo di Terzo, Grone e Vigano San Martino.
Il comune fu soppresso nel 1947, e al suo posto furono ricostituiti i comuni preesistenti.